# أخبار القناة الرابعة البريطانية
أخبار القناة الرابعة البريطانية (بالإنجليزية:Channel 4 News) برنامج إخباري رئيسي على القناة الرابعة البريطانية ويتم إنتاجه من قبل شركة آي تي إن، وبدأ البرنامج منذ انطلاق القناة في نوفمبر عام 1982.